# براننبورگ
براننبورگ (به آلمانی: Brannenburg) یک شهر در آلمان است که در بایرن واقع شده‌است.

## خصوصیات
براننبورگ ۳۳٫۶۶ کیلومترمربع مساحت دارد ۵۰۹ متر بالاتر از سطح دریا واقع شده‌است.